# Madougou
Madougou è un comune rurale del Mali facente parte del circondario di Koro, nella regione di Mopti.